# Кассіо Альбукерке дос Анжос
Кассіо Альбукерке дос Анжос (порт. Cássio Albuquerque dos Anjos; нар. 12 серпня 1980, Ріо-де-Жанейро) — бразильський футболіст, воротар клубу «Ріу-Аве».

## Ігрова кар'єра
У дорослому футболі дебютував 2001 року виступами за «Оларію», в якій провів один сезони. Після цього виступав за інші клуби бразильської серії С «Бангу», «Макае», «Оларія» та «Америка» (Ріо-де-Жанейро).
Влітку 2004 року став гравцем «Васко да Гами», що виступала в Серії А. Відіграв за команду з рідного міста Ріо-де-Жанейро чотири сезони своєї ігрової кар'єри, проте основним був лише в сезоні 2006 року, зігравши 35 матчів і зайнявши з командою шосту позицію в чемпіонаті.
На початку 2008 року повернувся в «Макае», але вже влітку воротарем зацікавився клуб елітного португальського дивізіону «Пасуш ді Феррейра», який і придбав футболіста. У новій команді Кассіо відразу став основним гравцем команди і допоміг команді дійти до фіналу вітчизняного Кубка ліги сезону 2010-11, де його команда програла в фіналі «Бенфіці» (1:2). Крім того Кассіо не пропустив жодного матчу в сезоні 2012-13, який «Пасуш» завершив на найкращому в своїй історії місці — третьому і вперше в своїй історії потрапив в кваліфікацію в Ліги чемпіонів.
Щоправда у найпрестижнішому європейському трофеї Кассіо не зіграв, перейшовши 2013 року в інший португальським клуб «Ароука», де провів наступний сезон.
1 липня 2014 року став гравцем португальського «Ріу-Аве». Відтоді встиг відіграти за клуб з Віла-ду-Конді 7 матчів в національному чемпіонаті.

## Титули і досягнення
- Володар Королівського кубка Саудівської Аравії (1):

«Ат-Таавун»: 2018-19